# Vainikkala

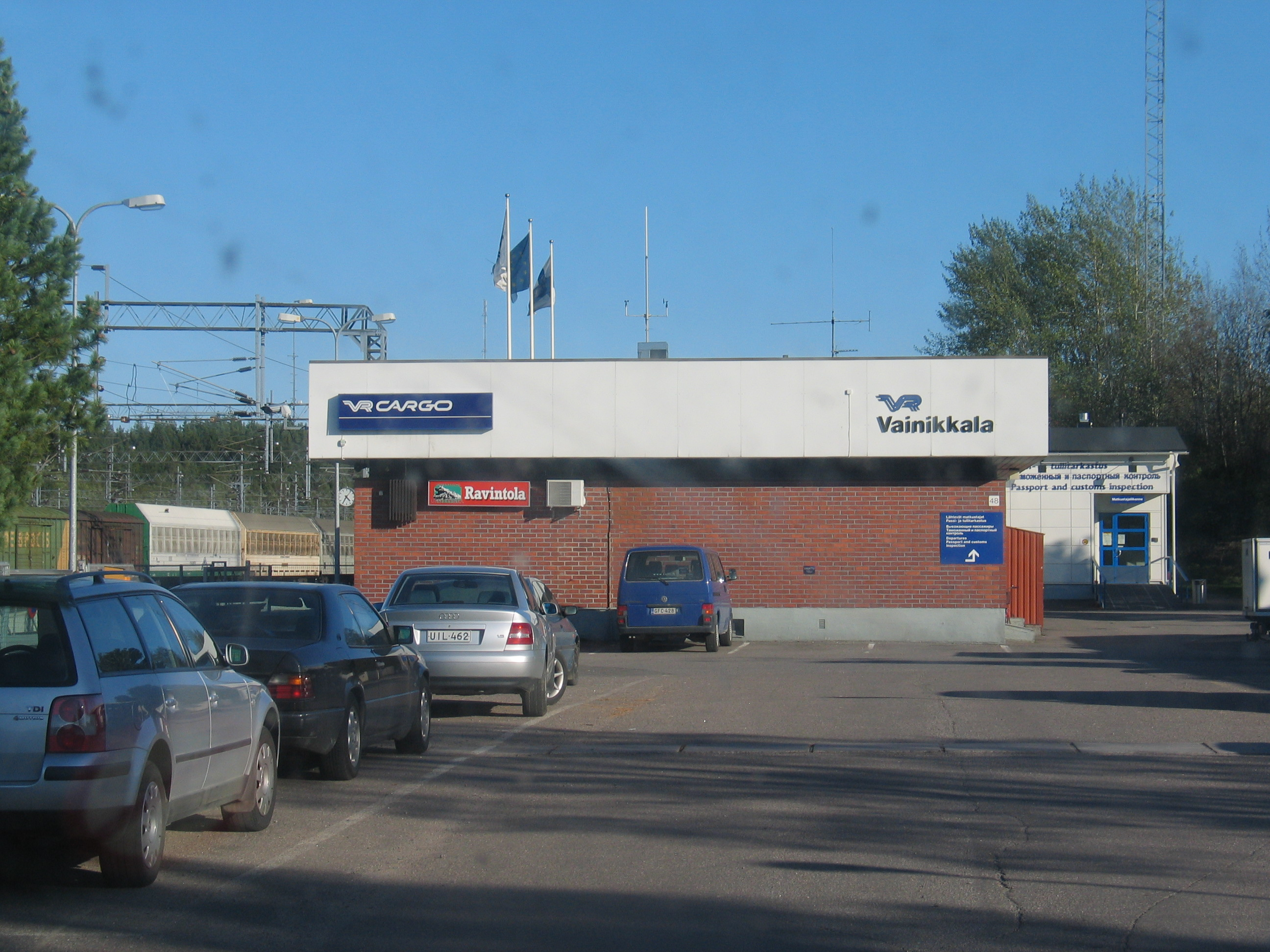
Het treinstation van Vainikkala (2006)

Vainikkala is een klein dorp in de regio Zuid-Karelië in het oosten van Finland. Vainikkala is het bekendst als grensdorp tussen Finland en Rusland. Alle passagierstreinen tussen de beide landen moeten stoppen bij de grenspost van Vainikkala. Het dorp ligt ongeveer 30 kilometer van de grotere plaats Lappeenranta vandaan. Vainikkala kent 400 inwoners, die voor het grootste gedeelte werkzaam zijn bij de Finse spoorwegen en de Finse douane.